# مناقشه اعطای مقام

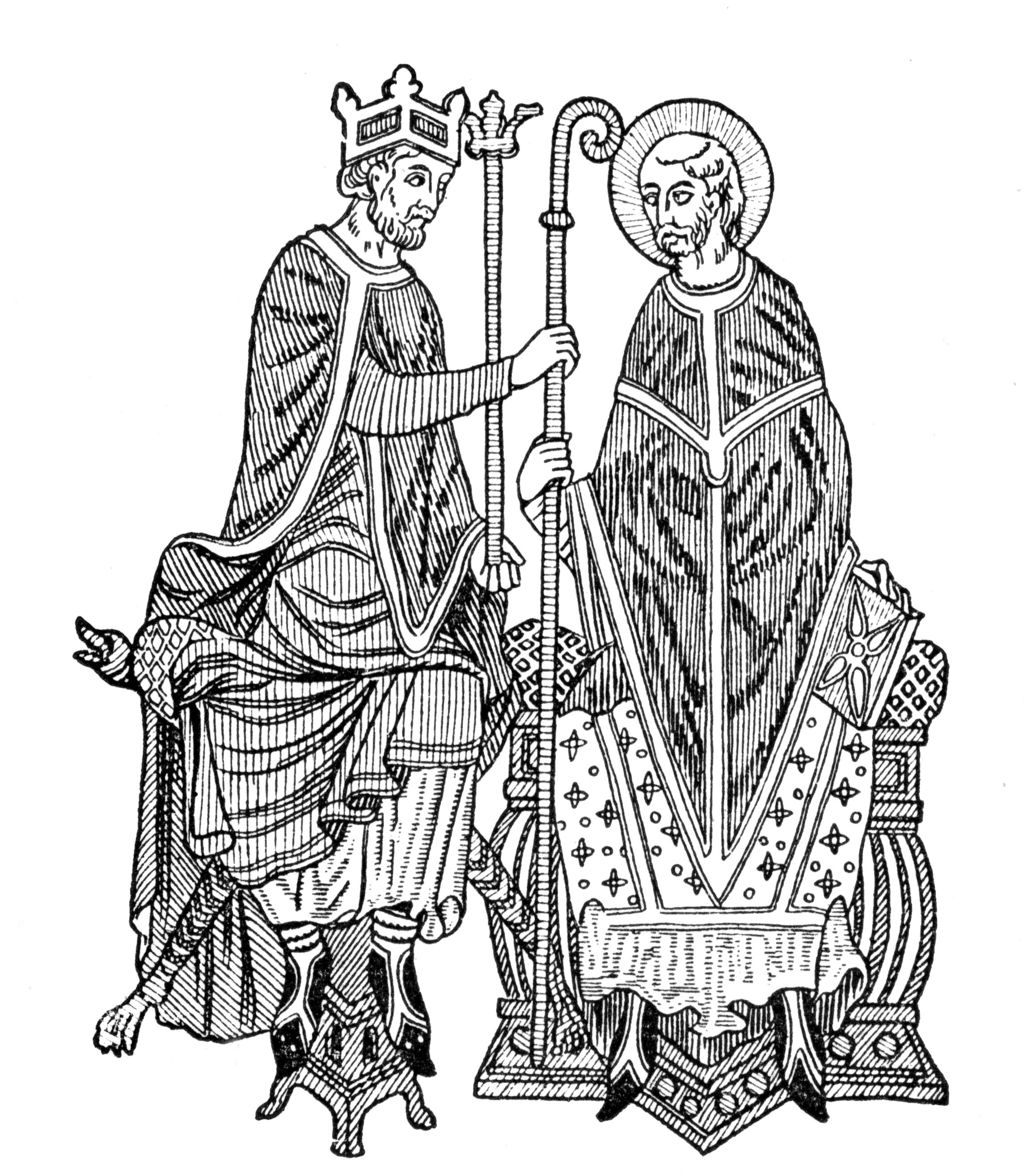
مایرز، فیلیپ ون نس، ۱۹۰۵، پادشاه قرون وسطی به اسقف اعطا می‌کند به همراه نشان‌های دفتری

مناقشه اعطای مقام (انگلیسی: Investiture Controversy) یا جدال تنصیص یا ستیز خلعت‌پوشی، یکی از مهمترین درگیری‌های رقابتی میان کلیسا و دولت‌های قرون وسطی بود. در این ستیزه که به ابتکار پاپ گریگوری هفتم صورت گرفت، تصمیم گرفته شد که از پادشاهان و امپراتوران در مورد انتخاب پاپ‌ها، کاردینال‌ها، اسقف‌ها و کشیش‌ها خلع‌ید شود. این موضوع سبب جنگ‌های بسیاری بین پاپ‌ها و فرمانروایان مسیحی گردید.
در قرون ۱۱ و ۱۲ میلادی، تعدادی از پاپ‌ها اقتدار پادشاهان اروپا را به چالش کشیدند، موضوع مهم آنجا بود که پاپ یا پادشاهان، هیچ‌کدام حاضر به تفویض اعتبار قدرتش در زمینه سرمایه‌گذاری در کلیساهای محلی برای گماشتن صاحب‌منصب همچون اسقف‌های شهرستان‌ها و راهب بزرگ نبودند، درگیری در سال ۱۱۲۲ به پایان رسید، همان زمانی که هاینریش پنجم و پاپ کالیکتوس دوم بر سر امضای پیمان موافقت‌نامه ورمس توافق کردند، این پیمان به قدرت‌های سلطنتی آن روزگار و امپراتوران و رهبران معنوی، نقش محدودی در انتخاب اسقف‌ها می‌داد، به نظر چنین می‌رسید که نتیجه به نفع پاپ به پایان رسیده و ادعای وی را در رابطه با اینکه نماینده و رئیس خداوند در زمین می‌باشد را قوت می‌بخشید، با این احوال امپراتور قدرت بیشتری نسبت به کلیسا در اختیار می‌گرفت.

## نگارخانه

هنری چهارم درخواست میانجی‌گری از ماتیلدای توسکانی در مورد هیو کلونی دریافت می‌کند